# Mark Gruenwald

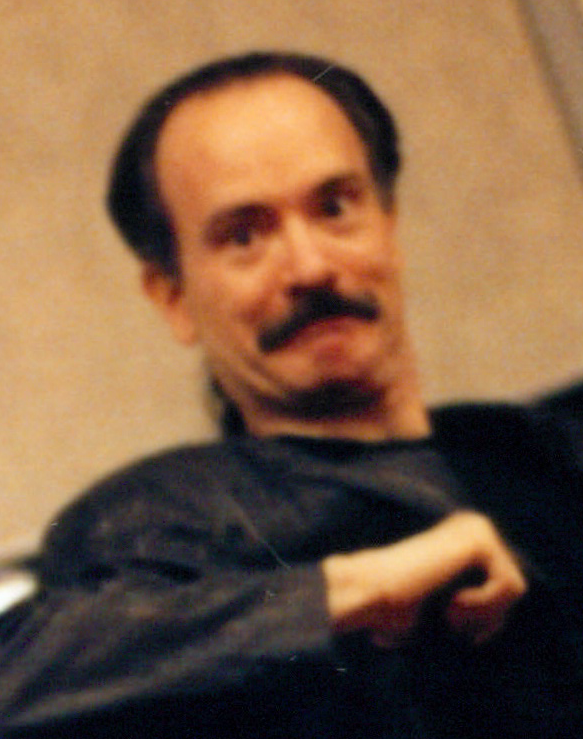
Mark Gruenwald

Mark Gruenwald (* 18. Juni 1953 in Oshkosh, Wisconsin; † 12. August 1996) war ein US-amerikanischer Comicautor, -zeichner und -redakteur.

## Leben und Arbeit
Gruenwald begann in den 1970er Jahren damit, Comic-Fanzines herauszugeben, von privaten Liebhabern gestaltete Zeitschriften mit Hintergrundinformationen aus Lesersicht, darunter die Zeitschrift Omniverse.
1978 erhielt Gruenwald eine Anstellung als Hilfsredakteur bei dem Verlag Marvel Comics. 1980 stieg er zum regulären Redakteur und 1989 schließlich zum ausführenden Redakteur auf. Seine Hauptaufgabe bestand dabei darin, die verschiedenen Comicserien des Verlages auf ihre innere und äußere Kontinuität abzustimmen, das heißt die Kontinuität eines Heftes zu den vorangegangenen Heften derselben Serie wie auch den Heften anderer, verwandter, Serien sicherzustellen.
Als Autor schrieb Gruenwald von 1985 bis 1995 die Serie Captain America sowie das offizielle Handbook of the Marvel Universe. Daneben schrieb er von 1989 bis 1994 die Serie Quasar sowie die zwölfteilige Miniserie Squadron Supreme (1985–1986).
1996 verstarb Gruenwald an einem Herzinfarkt, der das Ergebnis eines angeborenen Herzfehlers war. Danach wurde Gruenwald seinem eigenen Wunsch gemäß eingeäschert und seine Asche der Tinte beigemengt, mit der der Sammelband-Reprint der Squadron Supreme-Reihe gedruckt wurde.